# Kharkiv International 2013
Die Kharkiv International 2013 im Badminton fanden vom 5. bis zum 8. September 2013 im ukrainischen Charkiw statt.

## Die Sieger und Platzierten
| Disziplin    | Gold                            | Silber                              | Bronze                                |
| ------------ | ------------------------------- | ----------------------------------- | ------------------------------------- |
| Herreneinzel | Dmytro Zavadsky                 | Mathias Borg                        | Henri Hurskainen                      |
| Herreneinzel | Dmytro Zavadsky                 | Mathias Borg                        | Vladimir Malkov                       |
| Dameneinzel  | Febby Angguni                   | Ana Rovita                          | Natalya Voytsekh                      |
| Dameneinzel  | Febby Angguni                   | Ana Rovita                          | Mariya Ulitina                        |
| Herrendoppel | Adam Cwalina Przemysław Wacha   | Anders Skaarup Rasmussen Kim Astrup | Nikolaj Nikolaenko Nikolai Ukk        |
| Herrendoppel | Adam Cwalina Przemysław Wacha   | Anders Skaarup Rasmussen Kim Astrup | Andrei Adistia Didit Juang Indrianto  |
| Damendoppel  | Imogen Bankier Petya Nedelcheva | Lena Grebak Maria Helsbøl           | Victoria Dergunova Olga Morozova      |
| Damendoppel  | Imogen Bankier Petya Nedelcheva | Lena Grebak Maria Helsbøl           | Özge Bayrak Neslihan Yiğit            |
| Mixed        | Robert Blair Imogen Bankier     | Kim Astrup Maria Helsbøl            | Nico Ruponen Amanda Högström          |
| Mixed        | Robert Blair Imogen Bankier     | Kim Astrup Maria Helsbøl            | Dmytro Zavadsky Anastasiya Dmytryshyn |